# Алексеевский район (Татарстан)
Алексе́евский райо́н (тат. Alekseyevsk rayonı, Алексеевск районы) — административно-территориальная единица и муниципальное образование (муниципальный район) в составе Республики Татарстан Российской Федерации. Находится в центральной части региона, на левом берегу реки Кама. Административный центр — посёлок городского типа Алексеевское.
Район был образован 10 августа 1930 года. В 1963-м его упразднили и передали в состав Чистопольского района, восстановили 4 марта 1964 года.

## География
Алексеевский район площадью 2074,4 км² расположен в центральной части Республики Татарстан, на автомобильной магистрали федерального значения Казань — Оренбург. Административный центр — посёлок городского типа Алексеевское — расположен на берегу Куйбышевского водохранилища, в 108 км к юго-востоку от Казани.
Граничит с Чистопольским, Аксубаевским, Нурлатским, Алькеевским, Спасским районами республики, по акватории Куйбышевского водохранилища — с Лаишевским и Рыбно-Слободским районами.

## Герб и флаг
Герб и флаг Алексеевского района был утверждён решением Совета Алексеевского муниципального района 10 мая 2006 года. Разработкой изображения занимался Геральдический совет при президенте Республики Татарстан совместно с Союзом геральдистов России. В его основе использован полковой герб Билярского ландмилицкого полка от 1747 года.
В центре герба изображён пурпурный лось в честь города Биляра — военно-политического центра Волжской Болгарии, располагавшегося на территории района со времён Средних веков. Пурпур символизирует власть и благородство, лось — свободу и достоинство. Переломленная ель золотого цвета означает нахождение на землях современного района в XVII веке Закамской засечной черты, в которую входило село Билярск, основанное в 1654 году как крепость.

## История
Центр района расположен на территории бывшего села Алексеевское, основанного в начале XVIII века. В конце XIX — начале XX века в селе развивались шерстопрядильного производство, штукатурный и печной промыслы.
Территория района до 1920 года находилась в Лаишевском, Спасском и Чистопольском уездах, с 1920 по 1922-й — в тех же кантонах, по 1930 год — только в Чистопольском и Спасском кантонах. Как самостоятельное административное образование ТАССР район появился 10 августа 1930 года. В 1963-м его упразднили и передали в состав Чистопольского района, восстановили 4 марта 1964 года.
С 2005 по 2018 год главой района являлся Владимир Константинович Козонков, затем эту должность занял Сергей Анатольевич Демидов. Исполнительным комитетом руководит Олег Александрович Гайнуллин.

## Население
Согласно итогам Всероссийской переписи населения 2020 года (из числа указавших национальность), русские составляют 64,2 % населения района, татары — 26,3 %, чуваши — 4,8 %, мордва — 1,9 %, кряшены — 1,4 %. Алексеевский район — один из 10 районов республики, где русские составляют большинство населения.
По данным 2020 года, в районе проживают 24 969 человек. В городских условиях проживают 46,5 % населения района.
| 2002    | 2003    | 2004    | 2005    | 2006    | 2007    | 2008    |
| ------- | ------- | ------- | ------- | ------- | ------- | ------- |
| 26 207  | ↘26 200 | →26 200 | ↘25 895 | ↗25 973 | ↗26 057 | ↘26 025 |
| 2009    | 2010    | 2011    | 2012    | 2013    | 2014    | 2015    |
| →26 025 | ↗26 236 | ↘26 204 | ↘26 103 | ↘26 077 | ↗26 107 | ↘26 028 |
| 2016    | 2017    | 2018    | 2019    | 2021    |         |         |
| ↘25 932 | ↘25 763 | ↘25 546 | ↘25 198 | ↘24 924 |         |         |

## Муниципально-территориальное устройство
В Алексеевском районе 59 населённых пунктов в составе одного городского и 19 сельских поселений.
| №  | Городское и сельские поселения                           | Админ. центр                 | Количество населённых пунктов | Население | Площадь, км² |
| -- | -------------------------------------------------------- | ---------------------------- | ----------------------------- | --------- | ------------ |
| 1  | Городское поселение посёлок городского типа Алексеевское | пгт Алексеевское             | 3                             | ↘11 683   |              |
| 2  | Билярское сельское поселение                             | село Билярск                 | 2                             | ↘2544     |              |
| 3  | Большеполянское сельское поселение                       | село Большие Полянки         | 3                             | ↘807      |              |
| 4  | Большетиганское сельское поселение                       | село Большие Тиганы          | 3                             | ↘666      |              |
| 5  | Бутлеровское сельское поселение                          | село Мокрые Курнали          | 5                             | ↘950      |              |
| 6  | Войкинское сельское поселение                            | село Войкино                 | 4                             | ↗399      |              |
| 7  | Ерыклинское сельское поселение                           | село Ерыкла                  | 6                             | ↘658      |              |
| 8  | Куркульское сельское поселение                           | село Куркуль                 | 1                             | ↘431      |              |
| 9  | Курналинское сельское поселение                          | село Сухие Курнали           | 1                             | ↘276      |              |
| 10 | Лебединское сельское поселение                           | село Лебедино                | 3                             | ↘653      |              |
| 11 | Лебяжинское сельское поселение                           | село Лебяжье                 | 2                             | ↗905      |              |
| 12 | Левашевское сельское поселение                           | село Левашево                | 1                             | ↘398      |              |
| 13 | Майнское сельское поселение                              | село Верхняя Татарская Майна | 4                             | ↘848      |              |
| 14 | Подлесно-Шенталинское сельское поселение                 | село Подлесная Шентала       | 2                             | ↘507      |              |
| 15 | Родниковское сельское поселение                          | село Родники                 | 5                             | ↘415      |              |
| 16 | Ромодановское сельское поселение                         | село Ромодан                 | 3                             | ↘606      |              |
| 17 | Сахаровское сельское поселение                           | село Сахаровка               | 2                             | ↘655      |              |
| 18 | Среднетиганское сельское поселение                       | село Средние Тиганы          | 2                             | ↘696      |              |
| 19 | Степношенталинское сельское поселение                    | село Степная Шентала         | 3                             | ↘733      |              |
| 20 | Ялкынское сельское поселение                             | деревня Ялкын                | 4                             | ↘564      |              |

| №  | Населённый пункт        | Тип     | Население | Муниципальное образование                                |
| -- | ----------------------- | ------- | --------- | -------------------------------------------------------- |
| 1  | Александровка           | деревня |           | Большеполянское сельское поселение                       |
| 2  | Алексеевское            | пгт     | ↘11 590   | Городское поселение посёлок городского типа Алексеевское |
| 3  | Андреевка               | деревня |           | Родниковское сельское поселение                          |
| 4  | Арбузов-Баран           | село    |           | Подлесно-Шенталинское сельское поселение                 |
| 5  | Баганинского лесхоза    | посёлок |           | Майнское сельское поселение                              |
| 6  | Базяково                | село    |           | Войкинское сельское поселение                            |
| 7  | Балахчино               | село    |           | Бутлеровское сельское поселение                          |
| 8  | Березовая Грива         | деревня |           | Лебединское сельское поселение                           |
| 9  | Берёзовка               | деревня |           | Родниковское сельское поселение                          |
| 10 | Билярск                 | село    |           | Билярское сельское поселение                             |
| 11 | Большие Полянки         | село    |           | Большеполянское сельское поселение                       |
| 12 | Большие Тиганы          | село    |           | Большетиганское сельское поселение                       |
| 13 | Большой Красный Яр      | деревня |           | Степношенталинское сельское поселение                    |
| 14 | Бутлеровка              | деревня |           | Бутлеровское сельское поселение                          |
| 15 | Верхняя Татарская Майна | село    |           | Майнское сельское поселение                              |
| 16 | Войкино                 | село    |           | Войкинское сельское поселение                            |
| 17 | Гоголиха                | деревня |           | Ерыклинское сельское поселение                           |
| 18 | Горка                   | деревня |           | Майнское сельское поселение                              |
| 19 | Городок                 | деревня |           | Бутлеровское сельское поселение                          |
| 20 | Гурьевка                | деревня |           | Ялкынское сельское поселение                             |
| 21 | Ерыкла                  | село    |           | Ерыклинское сельское поселение                           |
| 22 | Зотеевка                | деревня |           | Городское поселение посёлок городского типа Алексеевское |
| 23 | Ивановский              | посёлок |           | Бутлеровское сельское поселение                          |
| 24 | Караваево               | село    |           | Ялкынское сельское поселение                             |
| 25 | Кзыл-Уракчи             | деревня |           | Ерыклинское сельское поселение                           |
| 26 | Кзыл-Чишма              | деревня |           | Большетиганское сельское поселение                       |
| 27 | Красный Баран           | село    |           | Большеполянское сельское поселение                       |
| 28 | Куркуль                 | село    | →441      | Куркульское сельское поселение                           |
| 29 | Лебедино                | село    |           | Лебединское сельское поселение                           |
| 30 | Лебяжье                 | село    |           | Лебяжинское сельское поселение                           |
| 31 | Левашево                | село    | ↘404      | Левашевское сельское поселение                           |
| 32 | Малый Красный Яр        | село    |           | Степношенталинское сельское поселение                    |
| 33 | Мараса                  | село    |           | Ерыклинское сельское поселение                           |
| 34 | Масловка                | село    |           | Ромодановское сельское поселение                         |
| 35 | Мокрые Курнали          | село    |           | Бутлеровское сельское поселение                          |
| 36 | Мордовский Булак        | деревня |           | Родниковское сельское поселение                          |
| 37 | Нижние Тиганы           | село    |           | Среднетиганское сельское поселение                       |
| 38 | Новоспасск              | село    |           | Лебединское сельское поселение                           |
| 39 | Ошняк                   | село    |           | Большетиганское сельское поселение                       |
| 40 | Пановка                 | деревня |           | Войкинское сельское поселение                            |
| 41 | Подлесная Шентала       | село    |           | Подлесно-Шенталинское сельское поселение                 |
| 42 | Приозерная              | деревня |           | Ерыклинское сельское поселение                           |
| 43 | Речное                  | село    |           | Сахаровское сельское поселение                           |
| 44 | Родники                 | село    |           | Родниковское сельское поселение                          |
| 45 | Ромодан                 | село    |           | Ромодановское сельское поселение                         |
| 46 | Сабакайка               | деревня |           | Городское поселение посёлок городского типа Алексеевское |
| 47 | Савинский               | посёлок |           | Ромодановское сельское поселение                         |
| 48 | Саконы                  | село    |           | Лебяжинское сельское поселение                           |
| 49 | Сахаровка               | село    |           | Сахаровское сельское поселение                           |
| 50 | Средние Тиганы          | село    |           | Среднетиганское сельское поселение                       |
| 51 | Старое Муллино          | деревня |           | Ерыклинское сельское поселение                           |
| 52 | Степная Шентала         | село    |           | Степношенталинское сельское поселение                    |
| 53 | Сухие Курнали           | село    | ↘280      | Курналинское сельское поселение                          |
| 54 | Тиган-Буляк             | деревня |           | Родниковское сельское поселение                          |
| 55 | Чувашская Майна         | село    |           | Майнское сельское поселение                              |
| 56 | Шама                    | село    |           | Билярское сельское поселение                             |
| 57 | Языково                 | деревня |           | Ялкынское сельское поселение                             |
| 58 | Ялкын                   | деревня |           | Ялкынское сельское поселение                             |
| 59 | Ямкино                  | деревня |           | Войкинское сельское поселение                            |

## Экономика

### Современное состояние
Алексеевский район в общетатарстанском рейтинге 2020 года по качеству жизни занял 34-е место из 43-х. В 2019-м объём инвестиций в основной капитал в расчёте на одного человека составил 16 314 рублей, средняя заработная плата в районе — 30 586 рублей (средний показатель по республике — 37 418 рублей).
Важное место в экономике района занимает сельское хозяйство. Общая площадь сельхозугодий составляет 126,6 тыс. га. Основными отраслями сельского хозяйства являются молочное и мясное животноводство, производство зерновых и кормовых культур. В районе выращиваются яровая пшеница, озимая рожь, ячмень, горох, овёс. В структуре пашен Алексеевского района более 40 % посевных площадей отводится под зерновые культуры, 36 % — кормовые, 9 % — технические культуры. Активно развиваются семейные фермы: так, до 2015 год в районе построили 21 ферму, которые за год произвели 788 тонн молока и 54 тонны мяса.
Промышленность района представлена преимущественно лёгкими производствами и производителями строительных материалов. Из крупных районных компаний можно выделить «Алексеевский молочно-консервный комбинат», Алексеевскую фабрика художественного ткачества, «Алексеевскдорстрой» и «Алексеевскую керамику». Последняя в 2014-м привлекла 75 млн рублей инвестиций — на эти деньги реконструировали цех по производству лицевого кирпича, установили новые сушильные камеры и обжиговые печи.
Объём валового регионального продукта в 2016 году составил 8,1 млрд рублей. По данным 2017-го, на территории района было зарегистрировано 117 предприятий малого бизнеса и 458 предпринимателей. В том же году уровень регистрируемой безработицы составил 0,56 %.

### Транспорт
По территории района проходит автодорога Р-239 «Казань — Оренбург — граница с Казахстаном», пересекающая Каму по мосту у села Алексеевское и уходящая от моста на восток к городу Чистополь. От моста на запад уходит автодорога 16К-0191 «Алексеевское — Высокий Колок» на Самару, от которой далее идёт дорога 16К-0196 «Левашёво — Тукай» на Болгар. От райцентра на юг ведёт дорога «Алексеевское — Билярск — Мамыково» на Нурлат. От моста на юг продолжается строительство автомагистрали транспортного коридора «Западная Европа — Западный Китай».

## Экология
В Алексеевском районе находятся четыре объекта природно-заповедного фонда регионального значения:
- Озеро «Провал» — памятник природы в деревне Зотеевка. Озеро образовалось в 1895 году в результате карстового провала: вода промыла пустоты под деревенскими домами, и те провалились на глубину 20 м.
- Река Малый Черемшан длиной 213 км (из них 192 км идёт по территории Татарстана) и площадью бассейна 3190 км².
- Государственный охотничий заказник «Билярский» — создан в 1967 году для восстановления и сохранения охотничьих ресурсов в эколого-географической зоне Закамья на территории республики.
- Государственный природный заказник «Ивановский сосновый бор» площадью 587 га, расположен на острове в окрестностях посёлка Ивановский. В заказнике зафиксировано 70 видов птиц, 16 из которых занесены в Красную книгу Татарстана.

## Социальная сфера
В Алексеевском районе работают 57 образовательных учреждений. Культурная сфера представлена библиотеками, музеем родного края имени краеведа Виталия Абрамова, Большетиганским музеем имени Салиха Баттала. В районе издаётся газета «Заря» («Таң») на русском и татарском языках.
Одной из главных достопримечательностей района является Билярский историко-археологический музей-заповедник, созданный в 1992 году на основе сохранившихся построек Билярского городища — столицы Волжско-Камской Булгарии X—XIII веков. Сам Биляр представляет собой комплекс памятников площадью 800 га, включающий в себя укреплённые части, обширные пригороды, некрополи, загородные усадьбы и другое. В музее с 2013 года ежегодно проводится праздник «Родниковый рай», где выступают творческие коллективы разных народов. Министерство по делам молодёжи Татарстана больше 10 лет проводит в заповеднике ежегодный школьный форум «Сэлэт».

## Археология
- На месте бывшей деревни Мурзиха на берегу Куйбышевского водохранилища находится IV Мурзихинский могильник VIII—VII веков[37]. I Мурзихинский могильник датируется VI—V веками до н. э. Из Мурзихинского I (IV) могильника известно 6 зооморфных предметов, и все они — привозные[38]. В погребениях Мурзихинского II могильника найдены украшения маклашеевской культуры третьей четверти 2 тысячелетия до нашей эры[39].
- Недалеко от села Большие Тиганы находится Большетиганский могильник угров (древних венгров)[40].
- В селе Красный Баран (Крещённый Баран) был найден клад куфических монет начала XI века, в том числе брактеат — подражание западноевропейскому денарию[41][42].